# 아카기촌
아카기촌(일본어: 赤城村)은 일본 군마현 중부, 세타군에 존재했던 촌이다.
2006년 2월 20일에 시부카와시, 기타군마군 이카호정, 오노가미촌, 다노군 아카기촌, 고모치촌과 합병해 새로운 시부카와시가 되었다. 합병 후의 촌역은 「아카기마치」로 되어 있다.

## 지리
아카기산 서쪽 기슭에 위치하며, 서쪽에 인접한 자장 마을과의 경계에 도네강이 흐르고 있다. 도네가와에서 취수하는 군마용수 아카기간선과 좌쿠발전소 도수로가 마을 중부로 통하고 있다.마을 북부의 구시키시마 촌역을 누마미천이 흐르고, 마을 남부의 구 요코노 촌역을 덴류천이 흐른다.마을의 최고점은 아카기 산의 외륜 산의 스즈가타케 1,564m, 최저점은 토네 강과 덴류 강의 합류점 170m이다[1].
토네 강가의 하안단구가 지형상의 큰 특징이며, 인접한 쇼와 촌과 누마타 시에도 같은 특징이 있다.또한 쇼와 촌 및 누마타 시와 접하는 아야도쿄는 예로부터 교통의 난소가 되고 있다.

## 역사
선사시대 유적으로 타키자와 유적, 미하라다 유적, 통 유적 등이 있다. 무로마치 시대의 아카기 촌역은 우에노 수호 우에스기 씨의 소령으로, 우에스기 씨의 소령 목록에 「하야시조노우치 메이운 향 절반」이라고 하며, 누마오 강 유역의 난운 향(나운 향)은 바이시조에 속했던 것이 알려져 있다. 근세의 아카기 촌역은 오우 번 마키노 씨령에 속한 쓰쿠다 촌을 제외하고 마에바시 번 히라이와 씨령이 지배하게 되었다. 근세 중기 이후에는 막부령, 마에바시 번령, 요도 번령, 하타모토 야스유키, 하타모토 오쿠보 우지유키 등으로 세분되었다.
- 1889년 - 미나미세타 군 요코노 촌, 시키시마 촌이 탄생하였다.
- 1896년 - 미나미세타 군이 히가시세타 군과 합병해 세타 군이 되었다.
- 1956년 - 요코노 촌과 시키시마 촌이 합병해 아카기 촌이 되었다.
- 2006년 2월 20일 - 아카기 촌은 기타군마 군 이카호 정, 고마치 촌, 오노가미 촌, 기타타치바나 촌과 합병해 시부카와 시가 되었다.

## 인구
- 1960년 : 14,717명
- 1965년 : 13,845명
- 1970년 : 13,063명
- 1975년 : 12,705명
- 1980년 : 13,719명
- 1985년 : 13,730명
- 1990년 : 13,366명
- 1995년 : 13,021명
- 2000년 : 12,555명
- 2005년 : 11,981명

## 교통

### 철도
- 동일본 여객철도
  - 조에쓰선

### 도로
- 간에쓰 자동차도
- 국도 제353호선